# مصطفى شيخ أوغلو
مصطفي شيخ اوغلو 1340 كوتاهية ؛1465؟ شاعر عثماني 
كان سليمان شاه كرمايان أوغلو هداف  ومحاسب وفي نفس الوقت مستشار. ولم يتمكن من إنهاء العمل الذي بدأ بكتابته لاهدائه إلى سليمان شاه بسبب وفاته وقد أهداه إلى بايزيد الأول ابنه، والذي كان واليا على كوتاهيا في ذلك الوقت. وذكر أن الأب والأم كانا ينتميان إلى عائلة رفيعة المستوى وعائلة ذات نفوذ ومن العلماء.

## شخصيته الأدبية
وقد اهدي الي سليمان شاه كرمايان اوغلو وبايزيد الأول الاثر المسمي خورشيد نامه  وتم الانتهاء من هذا العمل خلال العام 1387 في الايام العشرة الاولي من شهر مايو.
خورشيد نامه يتكون من 7640بيت وهو عمل مكون من 11 مقطع في اسلوب المسنوي واسلوب خسرو وشيرين .حكايه المنظومه ان ابنته إيران شاه سيافوش شرحتها بحب وموده الي فرح شاد ابن سلطان المغرب العربي.
العمل المسمي بكنوز الكبراء محق العلماء تنتمي الي شيخ اوغلو وهذا العمل يوجد في مكتبه خصوصيه لمحمد فؤاد كوبريلي.تم النتهاء من كنوز الكبراء يوم الأربعاء 9 مارس 1401 والذي كتب باسم «باشا اغا هوجا باشا»تحت رعايه تصل الي عمر ال62 اعتبارا من الشباب.ولو اخذنا بعين ذي الاعتبار انتساب شيخ اوغلو الي حكم كرمايان فان اغا باشا الذي اظهر عليه الخير حتي سن الثانية والستون من عمره يكون من رجال سليمان شاه كرمايان اوغلو الموثوقين ومساعدته بعد ذلك بدخوله خدمه الدولة العثمانية قوي احتماله كون رئيس صغير للخدم<خدم الطعام>.كنوز الكبراء هو عمل ادبي يتعلق بالسياسة والاخلاق وينقسم الي اربعه ابواب يتناول الباب الأول اخلاق السلاطين والباب الثاني وحده الملوك والسادة والباب الثالث تداول الوزراء والنواب  اما البابين الرابع والخامس فيتناولا احوال العلماء والقضاة والوعاظ.
وقد ذكرت قصائد المعلم مسعود والشيخ ايلفان في هذا العمل.